# Rogóż (gromada w powiecie lidzbarskim)
Rogóż – dawna gromada, czyli najmniejsza jednostka podziału terytorialnego Polskiej Rzeczypospolitej Ludowej w latach 1954–1972.
Gromady, z gromadzkimi radami narodowymi (GRN) jako organami władzy najniższego stopnia na wsi, funkcjonowały od reformy reorganizującej administrację wiejską przeprowadzonej jesienią 1954 do momentu ich zniesienia z dniem 1 stycznia 1973, tym samym wypierając organizację gminną w latach 1954–1972.
Gromadę Rogóż z siedzibą GRN w Rogóżu utworzono – jako jedną z 8759 gromad na obszarze Polski – w powiecie lidzbarskim w woj. olsztyńskim na mocy uchwały nr 16 WRN w Olsztynie z dnia 4 października 1954. W skład jednostki weszły obszary dotychczasowych gromad Rogóż, Kotowo, Knipy i Markajmy ze zniesionej gminy Lidzbark Warmiński, obszar dotychczasowej gromady Napraty ze zniesionej gminy Kiwity oraz obszar miasta Lidzbarka Warmińskiego o powierzchni 160 ha na północ od drogi Lidzbark Warmiński-Kiwity z w tymże powiecie. Dla gromady ustalono 16 członków gromadzkiej rady narodowej.
1 stycznia 1958 z gromady Rogóż wyłączono wieś i PGR Markajny, włączając je do nowo utworzonej gromady Lidzbark Warmiński w tymże powiecie.
1 stycznia 1960 do gromady Rogóż włączono wsie Krekole i Samolubie ze zniesionej gromady Krekole w tymże powiecie.
31 grudnia 1967 do gromady Rogóż włączono część obszaru wsi Żytowo (4 ha) z gromady Lidzbark Warmiński w tymże powiecie.
1 stycznia 1969 z gromady Rogóż wyłączono obszar o powierzchni 1 ha na wysokości PGR Wyręba, włączając go do gromady Wojciechy w powiecie bartoszyckim w tymże województwie
Gromada przetrwała do końca 1972 roku, czyli do kolejnej reformy gminnej.